# Six Flags Over Georgia

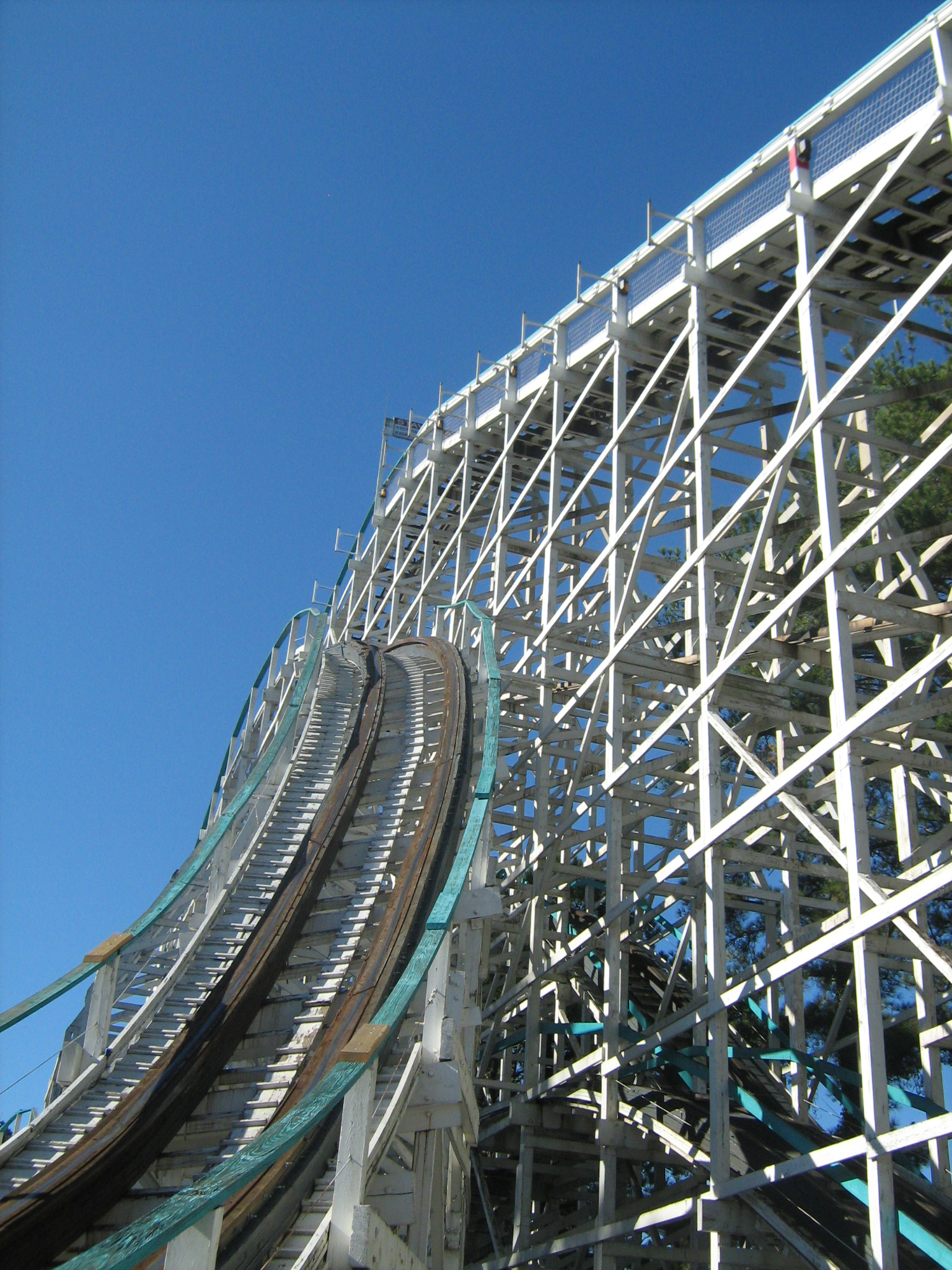
Horská dráha Georgia Cyclone, otevřená v roce 1990

Six Flags Over Georgia je tematický zábavní park o rozloze 230 akrů. Nachází se západně od města Atlanta, v Austellu v Georgii v USA. Byl otevřen v roce 1967 jako druhý park řetězce Six Flags, poté co byl v roce 1961 uveden do provozu první v Texasu.